# Leimbach (Haut-Rhin)
Leimbach ist eine französische Gemeinde mit 928 Einwohnern (Stand 1. Januar 2022) im Département Haut-Rhin in der Region Grand Est (bis 2015 Elsass).

## Geografie
Die Gemeinde Leimbach im Regionalen Naturpark Ballons des Vosges liegt am Fuß der Vogesen, unmittelbar südlich der Stadt Thann.

## Geschichte
Von 1871 bis zum Ende des Ersten Weltkrieges gehörte Leimbach als Teil des Reichslandes Elsaß-Lothringen zum Deutschen Reich und war dem Kreis Thann im Bezirk Oberelsaß zugeordnet.

## Bevölkerungsentwicklung
| 1910 | 1962 | 1968 | 1975 | 1982 | 1990 | 1999 | 2007 |
| ---- | ---- | ---- | ---- | ---- | ---- | ---- | ---- |
| 746  | 557  | 554  | 656  | 716  | 734  | 740  | 829  |

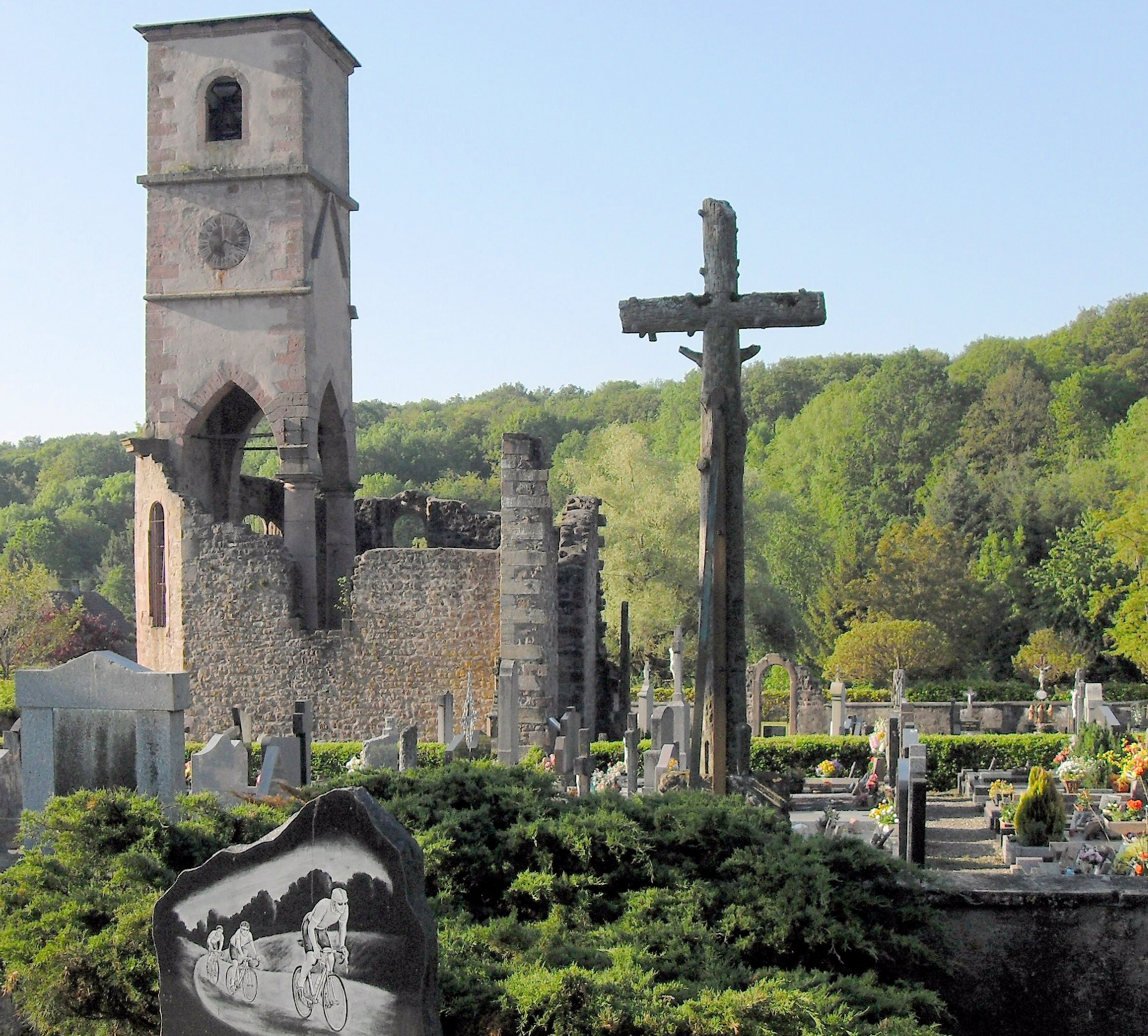
Ruinen der ehemaligen St. Blasiuskirche
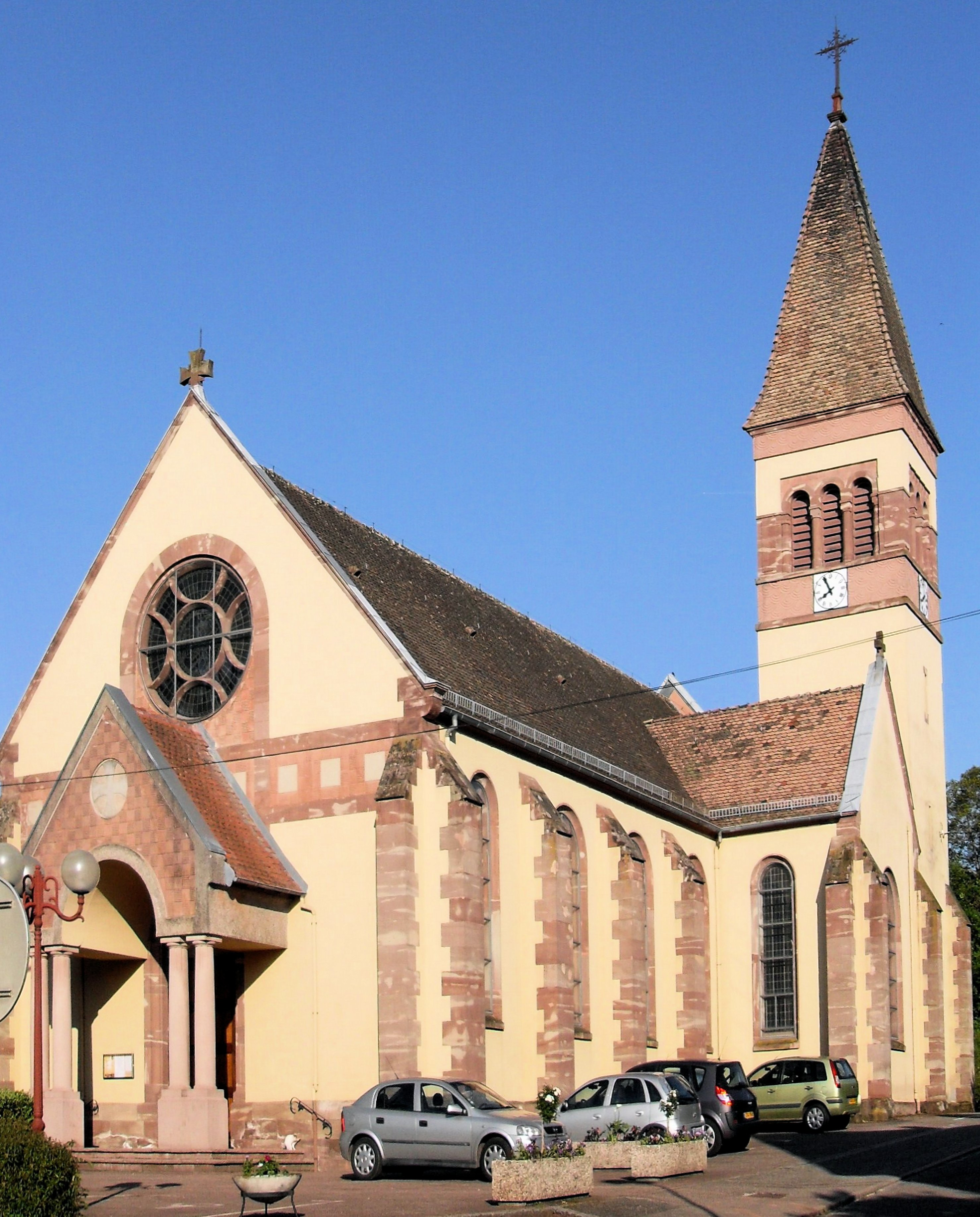
Neue St. Blasiuskirche
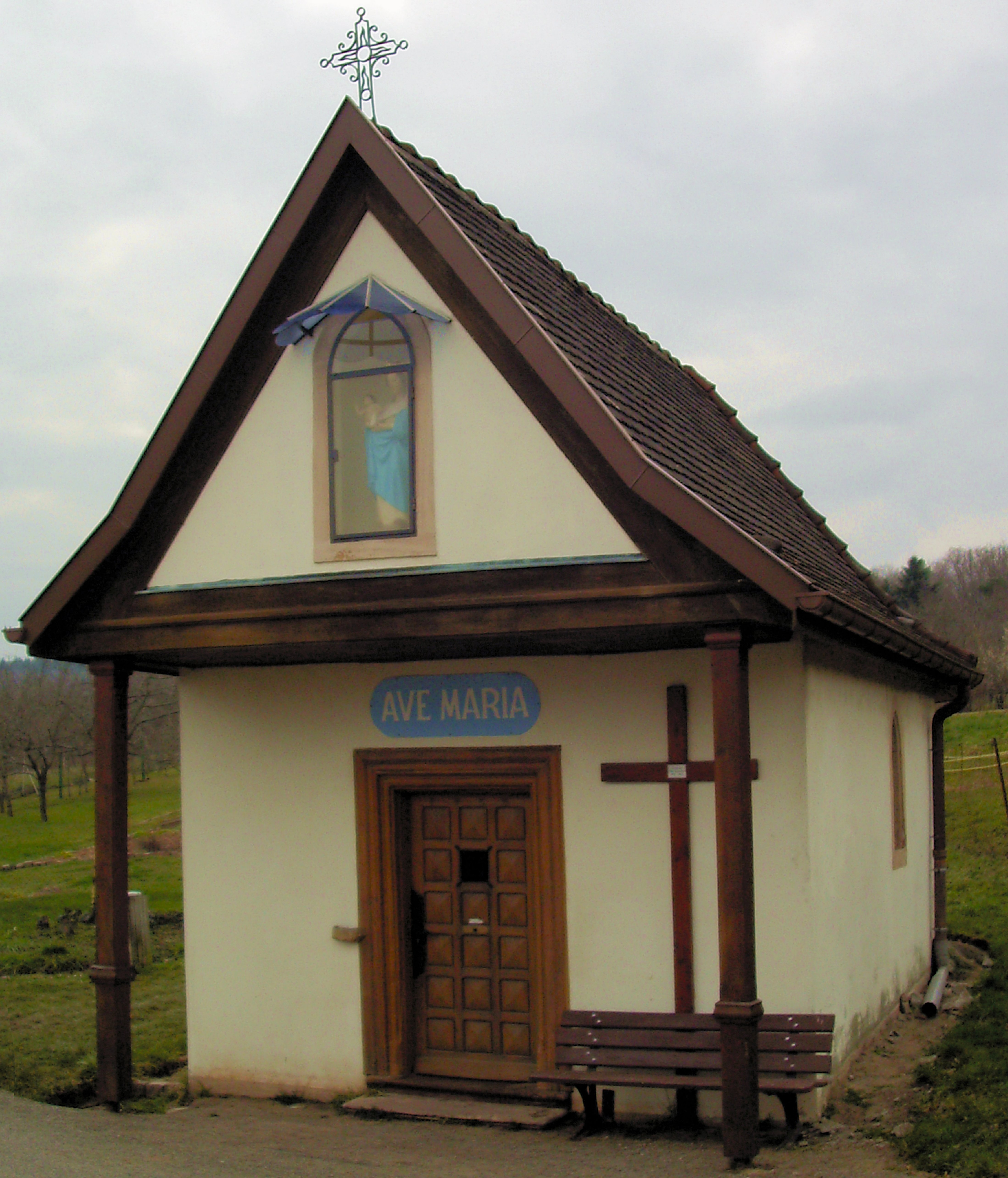
Kapelle Notre-Dame (Auf der Heiden)